# Mongolië op de Olympische Zomerspelen 1976
Mongolië nam deel aan de Olympische Zomerspelen 1976 in Montréal, Canada. Net als tijdens de vorige Spelen werd een zilveren medaille behaald.

## Medailleoverzicht
| Sport     | Olympiër       | Discipline | Medaille |
| --------- | -------------- | ---------- | -------- |
| Worstelen | Zevegiin Oidov | –62kg (m)  | Zilver   |

## Deelnemers en resultaten

### Boksen
| Olympiër              | Discipline  | Resultaat | Prestatie                                                                                      |
| --------------------- | ----------- | --------- | ---------------------------------------------------------------------------------------------- |
| Serdambyn Batsükh     | -48kg (m)   | 9e        | 1ste ronde: W van ESP Rodríguez: scheidsrechterlijke beslissing 2de ronde: V van HUN Gedó: 0-5 |
| Ravsalyn Otgonbayar   | -57kg (m)   | 17e       | 1ste ronde: vrij 2de ronde: V van JPN Odagiri: knock-out                                       |
| Khaidavyn Altankhuyag | -60kg (m)   | 15e       | 1ste ronde: vrij 2de ronde: V van BUL Tsvetkov: 0-5                                            |
| Sodnomyn Gombo        | -63,5kg (m) | 9e        | 1ste ronde: vrij 2de ronde: W van TOG Langhan: walk-over 3de ronde: V van POL Szczerba: 2-3    |
| Damdinjavyn Bandi     | -67kg (m)   | 17e       | 1ste ronde: vrij 2de ronde: V van JAM McCallum: 0-5                                            |
| Dashnian Olzwoi       | -71kg (m)   | 17e       | 1ste ronde: vrij 2de ronde: V van CUB Garbey: knock-out                                        |

### Boogschieten
| Olympiër               | Discipline      | Resultaat | Prestatie                                                                              |
| ---------------------- | --------------- | --------- | -------------------------------------------------------------------------------------- |
| Niamtseren Biambasuren | individueel (m) | 28e       | 1ste ronde: 30ste met 1111 punten 2de ronde: 29ste met 1145 punten totaal: 2256 punten |
| Tserendorjin Dagvadorj | individueel (m) | 32e       | 1ste ronde: 33ste met 1081 punten 2de ronde: 32ste met 1098 punten totaal: 2179 punten |
|                        |                 |           |                                                                                        |
| Natjav Dariimaa        | individueel (v) | 22e       | 1ste ronde: 22ste met 1105 punten 2de ronde: 22ste met 1104 punten totaal: 2209 punten |
| Gombosure Enkhtaivan   | individueel (v) | 24e       | 1ste ronde: 25ste met 1062 punten 2de ronde: 24ste met 1094 punten totaal: 2156 punten |

### Judo
| Olympiër                | Discipline | Resultaat | Prestatie |
| ----------------------- | ---------- | --------- | --- |
| Bakhvain Buyadaa        | -63kg (m)  | 10e       | 1ste ronde: W van FRG Leibkind 2de ronde: W van BUL Parvanov kwartfinale: V van HUN Tuncsik                                                               |
| Shagdaryn Chanrav       | -70kg (m)  | 13e       | 1ste ronde: W van PRK Du: walk-over 2de ronde: V van GDR Hötger                                                                                           |
| Gandolgoryn Batsükh     | -80kg (m)  | 19e       | 1ste ronde: V van FRG Marhenke |
| Dambajavyn Tsend–Ayuush | -93kg (m)  | 18e       | 1ste ronde: vrij 2de ronde: V van ARG Portelli |
| Güsemiin Jalaa          | +93kg (m)  | 5e        | 1ste ronde: vrij 2de ronde: W van ITA Daminelli: walk-over kwartfinale: V van FRG Neureuther herkansingen: W van SEN Kote herkansingen 2: V van USA Coage |

### Schietsport
| Olympiër                   | Discipline         | Resultaat | Prestatie                         |
| -------------------------- | ------------------ | --------- | --------------------------------- |
| Sangidorjiin Adilbish      | 50m geweer liggend | 51e       | 584 punten: (99-97-100-95-96-97)  |
| Mendbayaryn Jantsankhorloo | 50m geweer liggend | 11e       | 592 punten: (100-98-100-99-98-97) |
| Tüdeviin Myagmarjav        | 50m pistool        | 26e       | 546 punten: (92-93-90-89-92-90)   |
| Tserenjavyn Ölziibayar     | 50m pistool        | 36e       | 592 punten: (83-91-94-89-91-88)   |

### Worstelen
| Olympiër                  | Discipline  | Resultaat   | Prestatie |
| Vrije stijl               | Vrije stijl | Vrije stijl | Vrije stijl |
| ------------------------- | ----------- | ----------- | --- |
| Gombyn Khishigbaatar      | -48kg (m)   | 4e          | 1ste ronde: W van PUR de Jesús 2de ronde: W van USA Rosado 3de ronde: W van FRG Heckmann 4de ronde: W van TUR Özdemir 5de ronde: V van URS Dmitriyev                    |
| Jamsrangiin Mönkh-Ochir   | -52kg (m)   | 13e         | 1ste ronde: V van POL Stecyk |
| Megdiin Khoilogdorj       | -57kg (m)   | 6e          | 1ste ronde: V van GDR Brüchert 2de ronde: W van URS Yumin 3de ronde: W van HUN Klinga 4de ronde: W van CUB Ramos 5de ronde: vrij 6de ronde: V van JPN Arai              |
| Zevegying Oidov           | -62kg (m)   | Zilver      | 1ste ronde: V van USA Davis 2de ronde: W van HUN Fodor 3de ronde: W van FRA Toulotte 4de ronde: W van GDR Strumpf 5de ronde: W van BUL Yankov 6de ronde: W van KOR Yang |
| Tsedendambyn Natsagdorj   | -68kg (m)   | 6e          | 1ste ronde: W van AUS Kelevitz 2de ronde: W van PAN Olmedo 3de ronde: W van KOR Ko: 9-6 4de ronde: V van URS Pinigin: 3-4 5de ronde: V van BUL Zhekov: 7-7              |
| Zevegiin Düvchin          | -74kg (m)   | 19e         | 1ste ronde: V van USA Dziedzic: gediskwalificeerd 2de ronde: V van JPN Date                                                                                             |
| Chimidiin Gochoosüren     | -82kg (m)   | 19e         | 1ste ronde: W van NZL Aspin 2de ronde: V van BUL Abilov 3de ronde: V van JPN Motegi: gediskwalificeerd                                                                  |
| Dashdorjiin Tserentogtokh | -90kg (m)   | 20e         | 1ste ronde: V van PAK Salah-ud-din 2de ronde: V van FIN Manni |
| Khorloogiin Bayanmönkh    | -100kg (m)  | 5e          | 1ste ronde: W van ROU Panaite: 5-3 2de ronde: W van GDR Büttner: 9-5 3de ronde: W van CAN Daniar 4de ronde: V van USA Hellinckson: 5-14                                 |
| Doljingiin Adiyaatömör    | +100kg (m)  | 10e         | 1ste ronde: V van ROU Șimon 2de ronde: vrij 3de ronde: V van IRI Eskandar-Filabi                                                                                        |
| Grieks-Romeins            |             |             | |
| Byambajavyn Javkhlantögs  | -48kg (m)   | 13e         | 1ste ronde: V van CAN Kawasaki: 1-17 2de ronde: V van URS Shumakov: gediskwalificeerd                                                                                   |
| Jamsrangiin Mönkh-Ochir   | -52kg (m)   | 14e         | 1ste ronde: V van POL Stanjek: gediskwalificeerd 2de ronde: V van BEL Mewis: 6-12                                                                                       |
| Nyamyn Jargalsaikhan      | -57kg (m)   | 17e         | 1ste ronde: V van BUL Stefanov: gediskwalificeerd 2de ronde: V van USA Sade: 11-22                                                                                      |
| Jamtsyn Davaajav          | -74kg (m)   | 14e         | 1ste ronde: V van JPN Nagatomo |

Amerikaanse Maagdeneilanden · Andorra · Antigua en Barbuda · Argentinië · Australië · Bahama's · Barbados · België · Belize · Bermuda · Bolivia · Bondsrepubliek Duitsland · Brazilië · Bulgarije · Canada · Chili · Colombia · Costa Rica · Cuba · Denemarken · Dominicaanse Republiek · Duitse Democratische Republiek · Ecuador · Egypte · Fiji · Filipijnen · Finland · Frankrijk · Griekenland · Groot-Brittannië · Guatemala · Haïti · Honduras · Hongarije · Hongkong · Ierland · IJsland · India · Indonesië · Iran · Israël · Italië · Ivoorkust · Jamaica · Japan · Joegoslavië · Kaaimaneilanden · Kameroen · Koeweit · Libanon · Liechtenstein · Luxemburg · Maleisië · Marokko · Mexico · Monaco · Mongolië · Nederland · Nederlandse Antillen · Nepal · Nicaragua · Nieuw-Zeeland · Noord-Korea · Noorwegen · Oostenrijk · Pakistan · Panama · Papoea-Nieuw-Guinea · Paraguay · Peru · Polen · Portugal · Puerto Rico · Roemenië · San Marino · Saoedi-Arabië · Senegal · Singapore · Sovjet-Unie · Spanje · Suriname · Thailand · Trinidad en Tobago · Tsjecho-Slowakije · Tunesië · Turkije · Uruguay · Venezuela · Verenigde Staten · Zuid-Korea · Zweden · Zwitserland